# Album al numero uno in Finlandia (2011)
Questa è la lista degli album al numero uno in Finlandia nel 2011 secondo la Suomen virallinen lista.

## Top ten vendite
| Suomen virallinen albumilista | Suomen virallinen albumilista                | Suomen virallinen albumilista | Suomen virallinen albumilista | Suomen virallinen albumilista |
| #                             | Album                                        | Artista                       | Vendite                       | Nota                          |
| ----------------------------- | -------------------------------------------- | ----------------------------- | ----------------------------- | ----------------------------- |
| 1                             | Laulaja 1945-2010                            | Kari Tapio                    | 41,903                        | [ 1 ]                         |
| 2                             | Seili                                        | Jenni Vartiainen              | 29,499                        | [ 1 ]                         |
| 3                             | 30 Golden Greats                             | Hurriganes                    | 25,486                        | [ 1 ]                         |
| 4                             | Leijonat 2011 - Virallinen Leijonat-kokoelma | AA.VV.                        | 24,998                        | [ 1 ]                         |
| 5                             | Born This Way                                | Lady Gaga                     | 19,854                        | [ 2 ]                         |
| 6                             | Suuri sydän                                  | Laura Närhi                   | 18,328                        | [ 1 ]                         |
| 7                             | Kotiteollisuus                               | Kotiteollisuus                | 17,399                        | [ 1 ]                         |
| 8                             | Out of Style                                 | Sunrise Avenue                | 16,602                        | [ 1 ]                         |
| 9                             | Wasting Light                                | Foo Fighters                  | 16,510                        | [ 2 ]                         |
| 10                            | Munamiehen maailma                           | Munamies                      | 14,556                        | [ 1 ]                         |

## Classifica
| Suomen virallinen albumilista | Suomen virallinen albumilista                | Suomen virallinen albumilista | Suomen virallinen albumilista |
| Settimana                     | Album                                        | Artista                       | Nota                          |
| ----------------------------- | -------------------------------------------- | ----------------------------- | ----------------------------- |
| Settimana 1                   | Seili                                        | Jenni Vartiainen              | [ 3 ]                         |
| Settimana 2                   | Seili                                        | Jenni Vartiainen              | [ 4 ]                         |
| Settimana 3                   | Elysium                                      | Stratovarius                  | [ 5 ]                         |
| Settimana 4                   | Seili                                        | Jenni Vartiainen              | [ 6 ]                         |
| Settimana 5                   | Laulaja 1945-2010                            | Kari Tapio                    | [ 7 ]                         |
| Settimana 6                   | Laulaja 1945-2010                            | Kari Tapio                    | [ 8 ]                         |
| Settimana 7                   | Laulaja 1945-2010                            | Kari Tapio                    | [ 9 ]                         |
| Settimana 8                   | Kaikki tai ei mitään                         | Petri Nygård                  | [ 10 ]                        |
| Settimana 9                   | Laulaja 1945-2010                            | Kari Tapio                    | [ 11 ]                        |
| Settimana 10                  | Kotiteollisuus                               | Kotiteollisuus                | [ 12 ]                        |
| Settimana 11                  | Relentless Reckless Forever                  | Children of Bodom             | [ 13 ]                        |
| Settimana 12                  | Sensory Overdrive                            | Michael Monroe                | [ 14 ]                        |
| Settimana 13                  | Stars Aligned                                | Von Hertzen Brothers          | [ 15 ]                        |
| Settimana 14                  | Rush                                         | Anna Abreu                    | [ 16 ]                        |
| Settimana 15                  | Wasting Light                                | Foo Fighters                  | [ 17 ]                        |
| Settimana 16                  | Wasting Light                                | Foo Fighters                  | [ 18 ]                        |
| Settimana 17                  | Wasting Light                                | Foo Fighters                  | [ 19 ]                        |
| Settimana 18                  | Mustaa kultaa                                | Jare & VilleGalle             | [ 20 ]                        |
| Settimana 19                  | Manner                                       | Scandinavian Music Group      | [ 21 ]                        |
| Settimana 20                  | Mustaa kultaa                                | Jare & VilleGalle             | [ 22 ]                        |
| Settimana 21                  | Munamiehen maailma                           | Munamies                      | [ 23 ]                        |
| Settimana 22                  | The Beginning of Times                       | Amorphis                      | [ 24 ]                        |
| Settimana 23                  | Leijonat 2011 - Virallinen Leijonat-kokoelma | AA.VV.                        | [ 25 ]                        |
| Settimana 24                  | Leijonat 2011 - Virallinen Leijonat-kokoelma | AA.VV.                        | [ 26 ]                        |
| Settimana 25                  | Leijonat 2011 - Virallinen Leijonat-kokoelma | AA.VV.                        | [ 27 ]                        |
| Settimana 26                  | Leijonat 2011 - Virallinen Leijonat-kokoelma | AA.VV.                        | [ 28 ]                        |
| Settimana 27                  | Leijonat 2011 - Virallinen Leijonat-kokoelma | AA.VV.                        | [ 29 ]                        |
| Settimana 28                  | Leijonat 2011 - Virallinen Leijonat-kokoelma | AA.VV.                        | [ 30 ]                        |
| Settimana 29                  | Leijonat 2011 - Virallinen Leijonat-kokoelma | AA.VV.                        | [ 31 ]                        |
| Settimana 30                  | Leijonat 2011 - Virallinen Leijonat-kokoelma | AA.VV.                        | [ 32 ]                        |
| Settimana 31                  | Arttu Wiskari                                | Arttu Wiskari                 | [ 33 ]                        |
| Settimana 32                  | Intiaanikesä vol. 3                          | AA.VV.                        | [ 34 ]                        |
| Settimana 33                  | 21                                           | Adele                         | [ 35 ]                        |
| Settimana 34                  | 21                                           | Adele                         | [ 36 ]                        |
| Settimana 35                  | I'm with You                                 | Red Hot Chili Peppers         | [ 37 ]                        |
| Settimana 36                  | I'm with You                                 | Red Hot Chili Peppers         | [ 38 ]                        |
| Settimana 37                  | Loputon luokkaretki                          | Klamydia                      | [ 39 ]                        |
| Settimana 38                  | A Dramatic Turn of Events                    | Dream Theater                 | [ 40 ]                        |
| Settimana 39                  | Hyvä voittaa                                 | Juha Tapio                    | [ 41 ]                        |
| Settimana 40                  | Hyvä voittaa                                 | Juha Tapio                    | [ 42 ]                        |
| Settimana 41                  | Kun valaistun                                | Chisu                         | [ 43 ]                        |
| Settimana 42                  | Kun valaistun                                | Chisu                         | [ 44 ]                        |
| Settimana 43                  | Kun valaistun                                | Chisu                         | [ 45 ]                        |
| Settimana 44                  | Tummansininen sävel                          | Topi Sorsakoski               | [ 46 ]                        |
| Settimana 45                  | Tummansininen sävel                          | Topi Sorsakoski               | [ 47 ]                        |
| Settimana 46                  | Tummansininen sävel                          | Topi Sorsakoski               | [ 48 ]                        |
| Settimana 47                  | Kun valaistun                                | Chisu                         | [ 49 ]                        |
| Settimana 48                  | Mutala                                       | Eppu Normaali                 | [ 50 ]                        |
| Settimana 49                  | Imaginaerum                                  | Nightwish                     | [ 51 ]                        |
| Settimana 50                  | Imaginaerum                                  | Nightwish                     | [ 52 ]                        |
| Settimana 51                  | Imaginaerum                                  | Nightwish                     | [ 53 ]                        |
| Settimana 52                  | Kun valaistun                                | Chisu                         | [ 54 ]                        |